# Fulda (flod)

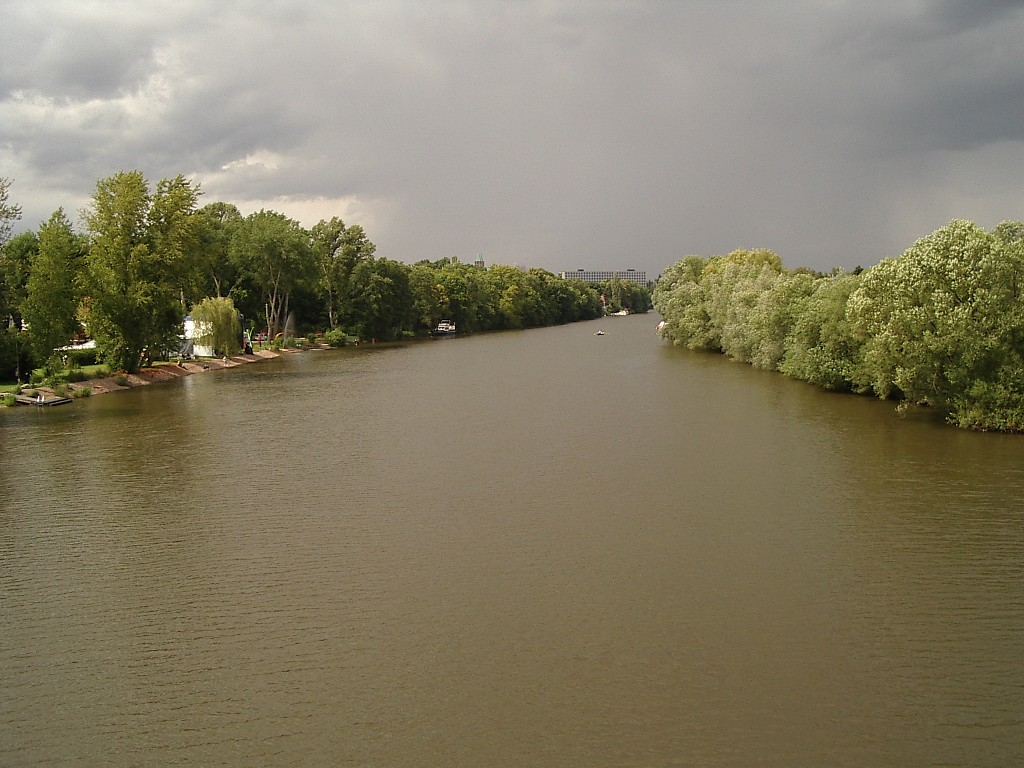
Fulda i Kassel

Fulda är en flod i Tyskland. Tillsammans med Werra är Fulda källflöde till floden Weser. Fulda är Hessens längsta flod med 218 km. Avrinningsområdet är 6 947 km². Fulda rinner upp vid Wasserkuppe och flyter genom städerna Gersfeld, Fulda, Bad Hersfeld, Rotenburg an der Fulda, Melsungen och Kassel. Det är vid Hannoversch Münden som Fulda och Werra förenas till Weser.